# いしだみつにゃん
いしだみつにゃんは、ひこね「街の駅」戦国丸（花しょうぶ通り商店街　滋賀県彦根市河原町）のマスコットキャラクター。通称：みつにゃん。

## 特徴
地元コミュニティラジオ局エフエムひこねコミュニティ放送（FMひこね）のパーソナリティ「山本ひまり」が、国宝・彦根城築城400年祭のキャラクター「ひこにゃん」を引き立てるために戦国時代の武将・島左近由来のキャラのイラスト「しまさこにゃん」を描いたのち、島左近の主人である石田三成のキャラクター化も依頼され誕生した。
兜をかぶり、手には扇子を持っている。陣羽織を羽織り、その背中には三成が旗印に用いたとされる「大一大万大吉」があしらわれている。
- 性格…普段はつんつんしているように見えるが、心根は優しくさびしがりや。
- 略称…「治部」、殿（との）
- 出身地…近江の国・石田村
- 住所…佐和山城址（佐和山一夜城会場周辺らしい）
- 好物…お茶（日本一の茶名人）、びわこの鮎料理
- 苦手…柿、季節外れの桃、無粋な作法
- 趣味…「義」に生きる不器用な生き方。
- 特技…差配、検地、筆を持ったら並ぶものなし
- 弱点…すぐお腹をこわす、素直になれない性格
- 目標…数と利だけの世のなかではない事を証明する「大一大万大吉」
- 夢…もう一度佐和山での「島左近」ら家臣との花見茶会

## 公認ソング
籾井優里奈「明日への誓い」（PALMTONE RECORDS）